# Eubucco bourcierii
El torito cabecirrojo, capitán de cabeza roja, cabezón cabecirrojo, capitán cabecirrojo, ruiseñor, barbudo de cabeza roja o barbudo cabecirrojo (Eubucco bourcierii) es una especie de ave piciforme de la familia Capitonidae del Neotrópico, cuya área de distribución se extiende desde Costa Rica hasta Colombia, Ecuador, Perú y Venezuela, ocupando zonas boscosas.

## Descripción
Presenta dimorfismo sexual. En el macho el la frente, alrededor de los ojos y la barbilla son negros; el resto de la cabeza, la garganta y el pecho son rojo vivo, que se vuelve anaranjado en el pecho y a amarillo con listas verdes opacas en la parte posterior. El dorso, las alas y la cola son de color verde oliva a opaco y se separaran de la cabeza en los lados del cuello con una barra vertical blanca azulada. El iris es rojo ladrillo, el pico amarillo verdoso y las patas verde oliva.  La hembra tiene la garganta verde claro y la parte anterior de la corona y los lados del cuello de color anaranjado, que continúa en una faja a través de la parte superior del pecho. El resto de la corona es verde ocre oscuro, con una franja anaranjada. Las mejillas y una raya corta sobre el ojo son azul claro y el pecho en la parte baja es verde oliva claro. Mide en promedio 15 cm de longitud y pesa 35 g.

## Hábitat
Vive principalmente en el bosque húmedo y también en los matorrales aledaños, entre los 400 y 1850 m de altitud, efectuando migraciones altitudinales estacionales.

## Comportamiento
Permanece solitario o en pareja, y a veces se une a bandas mixtas de especies diferentes para buscar alimento. Se alimenta de insectos, arácnidos y frutas. Hacen sus nidos en huecos de troncos, a una altura de 0,6 a 2,5 m; la hembra pone 2 o 3 huevos.